# 川田篤
川田 篤（かわた あつし、1973年9月8日 - ）は、日本の実業家。株式会社オロ創業者・代表取締役社長、ネットイヤーグループ株式会社取締役。

## 人物・来歴
北海道生まれ。実家はカメラ屋。北海道札幌北高等学校を経て、1997年東京工業大学工学部電気電子工学科卒業。大学在学中アメリカ合衆国に1年留学。大学卒業後は、両親の反対を押し切って大企業には就職せず、システム開発の請負で資金を貯め、大学の研究室の同期だった日野靖久と1999年にオロを創業し、同社代表取締役社長に就任。2011年第5回蔵前ベンチャー賞受賞。クラウドコンピューティング型統合業務システムの提供を進め、2017年に東京証券取引所マザーズに上場。2018年には東京証券取引所市場第一部に上場を果たした。同年ネットイヤーグループ取締役。